# Michel Robert
Michel Robert, född den 24 december 1948 i Corbelin i Frankrike, är en fransk ryttare.
Han tog OS-brons i lagtävlingen i hoppning i samband med de olympiska ridsporttävlingarna 1992 i Barcelona.